# Plantkunde van A tot Z
Verwante overzichten zijn:
- Vegetatiekunde van A tot Z
- Biologie van A tot Z
- Biogeografie van A tot Z
- Ecologie van A tot Z
- Natuur en milieu van A tot Z

## A
Aar - 
Abundantie - 
Ademhaling - 
Ader - 
Adventief - 
Algen - 
Algologie - 
Alterra - 
Angiosperm Phylogeny Group - 
Anthotaxis - 
APG-systemen - 
APG I-systeem - 
APG II-systeem - 
APG III-systeem - 
APG IV-systeem - 
Apoplast - 
Archeobotanie - 
Associatie - 
Associatiefragment

## B
Bast - 
Bedekking - 
Beschermingsstatus - 
Beschrijvende plantkunde - 
Biodiversiteit - 
Bioom - 
Biotoop - 
Blad - 
Bladgroen - 
Bladgroenkorrel - 
Bladmoes - 
Bladnerf - 
Bladschede - 
Bladschijf - 
Bladstand - 
Bladsteel - 
Bladvoet - 
Bladzuigkracht - 
Bloeikolf - 
Bloeiwijze - 
Bloem - 
Bloembekleedsel - 
Bloembodem - 
Bloemdek - 
Bloemgestel - 
Bloemkroon - 
Bloemstengel - 
Botanie - 
Braun-Blanquet - 
Braun-Blanquet-methode - 
Boom - 
Boomkruin - 
Boomlaag - 
Bos - 
Botanische naam - 
Botanische nomenclatuur - 
Bractee - 
Bryologie - 
Bijkelk - 
Bijwortel - 
Bijzondere plantkunde

## C
Cambium - 
Celwand - 
Centrale cilinder - 
Chamefyt - 
Chloroplast - 
Chlorenchym - 
Cladistiek - 
Classificatie - 
Climaxvegetatie - 
Clusteranalyse - 
Collenchym - 
Coniferopsida - 
Constant taxon - 
Cormophyta - 
Cortex - 
Cryptocotylair - 
Cryptogamen - 
Cuticula

## D
Doelsoort - 
Dendrochronologie - 
De vegetatie van Nederland - 
Derivaatgemeenschap - 
Differentiërend taxon - 
Diktegroei

## E
Ecologie - 
Ecologische hoofdstructuur (Nederland) - 
Ecologische hoofdstructuur (Vlaanderen) - 
Ecologische gradiënt - 
Ecologische groep - 
Ecotoop - 
Eenjarige plant - 
Eicel - 
Ellenberg-indicatorwaarde - 
Embryophyta - 
Endemisme - 
Endodermis - 
Endosperm - 
Endosymbiontentheorie - 
Endosymbiose - 
Epidermis - 
Epifyt - 
Epigeïsch - 
Evapotranspiratie - 
Exclusief taxon - 
Exodermis - 
Exoot

## F
Fanerocotylair - 
Fanerofyt - 
Fanerogamen - 
Felleem - 
Felloderm - 
Fellogeen - 
Fenologie - 
Floëem - 
Flora - 
Floradistrict - 
Floristiek - 
Floron - 
Frans-Zwitserse school - 
Fossiele planten - 
Fotoperiodiciteit - 
Fotosynthese - 
Fycologie - 
Fyllotaxis - 
Fylogenie - 
Fytochemie - 
Fytocoenon - 
Fytocoenose - 
Fytografie

## G
Gameet - 
Gametofyt - 
Generatiewisseling - 
Geofyt - 
Gevorkt bijscherm - 
Gors - 
Gradiënt - 
Grasland - 
Groeivorm - 
Groenwieren - 
Gyttja

## H
Haar - 
Hapaxant - 
Hauwmossen - 
Heide - 
Heimans, Eli - 
Helmbindsel - 
Helmdraad - 
Helmhokje - 
Helmknop - 
Helofyt - 
Hemikryptofyt - 
Heukels' Flora van Nederland - 
Holkema, Franciscus - 
Hoofdnerf - 
Hoogteblad - 
Hortus botanicus -
Houtige plant - 
Houtvat - 
Huidmondje - 
Hypodermis - 
Hypogeïsch

## I
IAVS -
Inslaggemeenschap - 
Inflorescentie - 
Intercellulaire ruimte - 
International Association for Vegetation Science - 
Invasieve soort

## K
Kelk - 
Kelkblad - 
Kentaxon - 
Kieming - 
Kiemwit - 
Kilometerhok - 
Klasse - 
Klasse-eigen - 
Klassevreemd - 
Klassieke natuurbeschermingsvisie - 
KNBV - 
KNNV - 
Knoop - 
Korstmos - 
Kranswieren - 
Kroon (boom) - 
Kroonblad - 
Kruidlaag - 
Kurk - 
Kurkcambium - 
Kwelder

## L
Landplanten - 
Landschap - 
Landschapsecologie - 
Landschapselement - 
Lenticel - 
Levenscyclus - 
Levensduur - 
Levensvorm - 
Levermossen - 
Lichenologie - 
Lignophyta - 
Ligula - 
Luchtwortel

## M
Macrofyl - 
Meeldraad - 
Meerjarige plant - 
Meertakkig bijscherm - 
Merg - 
Meristeem - 
Minerale voeding - 
Minimumareaal - 
Moeras - 
Monocarpisch - 
Monosporangiaat - 
Moslaag - 
Mossen - 
Multidimensional scaling - 
Mycologie

## N
Natura 2000 - 
Natuurbeheer - 
Natuurbescherming - 
Natuurdoeltype - 
Natuurnetwerk Nederland - 
Natuurwaarde - 
Nerf - 
Nervatuur - 
Niche

## O
Oecologische Flora Nederland - 
Omwindsel - 
Ondergroei - 
Orde - 
Ordinatie - 
Overblijvende plant

## P
Paleobotanie - 
Palissadeparenchym - 
Palynologie - 
Parenchym - 
Periant - 
Pericambium - 
Pericykel - 
Periderm - 
Petaal - 
Pioniersoort - 
PKN (Vegetatiekunde) - 
Plant - 
Plantaardige cel - 
Plantenanatomie - 
Plantenfysiologie - 
Plantengemeenschap - 
Plantengeografie - 
Plantenhormoon - 
Plantenmorfologie - 
Plantensociologie - 
Plantensociologische Kring Nederland - 
Plantensystematiek - 
Plantkunde - 
Plastide - 
Pluim - 
Pluimpje - 
Pollenzone - 
Polysporangiaat - 
Potentieel natuurlijke vegetatie - 
PPG I-systeem - 
Preferent kentaxon - 
Preferent taxon - 
Presentie - 
Pyrenoïde

## R
Regenwoud - 
Relevé - 
Rhizodermis - 
Rizoïde - 
Rode Lijst - 
Rompgemeenschap - 
Roodwieren - 
Rubisco - 
Ruigte

## S
Savanne - 
Schaminée, Joop - 
Samengesteld scherm - 
Scherm - 
Schicht - 
Schor - 
Schors - 
Schroef - 
Sepaal - 
Secundaire diktegroei - 
Shannon-index - 
Sikkel - 
Sclereïde - 
Sclerenchym - 
Sponsparenchym - 
Sporangium - 
Spore - 
Sporofyl - 
Sporofyt - 
Stam - 
Stamper - 
Status - 
Steencel - 
Stekel - 
Stele - 
Stengel - 
Steppe - 
Steunblaadje - 
Stijl - 
Stinsenplant - 
Stratiotes (tijdschrift) - 
Struik - 
Struiklaag - 
Struweel - 
Subassociatie - 
Successie - 
Symplast - 
SynBioSys - 
Syntaxon - 
Syntaxonomie

## T
Tak - 
Tansley (methode) - 
Taxonomie - 
Teloomtheorie - 
Tepaal - 
Bloemdekblad - 
Perigoon - 
Thallus - 
Therofyt - 
Thijsse, Jac. P. - 
Toendra - 
Tongetje - 
Topmeristeem - 
Trachee - 
Tracheïde - 
Transpiratie - 
Tropisch regenwoud - 
Tros - 
Trouw - 
Tuil - 
Tuitje - 
Kokertje - 
Turboveg - 
Turgordruk - 
Tweejarige plant - 
Tylose - 
Type

## U
Uitsterven - 
Uurhok

## V
Concurrentie (ecologie) - 
Vaatbundel - 
Vacuole - 
Fossiele varens - 
Varens - 
Pteridologie - 
Vaste plant - 
Veen - 
Vegetatie -
Vegetatieaspect -
Vegetatiekunde - 
Vegetatieopname - 
Vegetatieschaal van Tansley - 
Vegetatiestructuur - 
Vegetatietype - 
Verbond - 
Vergrassing - 
Verlanding - 
Verspreidingsgebied - 
Areaal - 
Vertakking - 
Vogelrichtlijn en Habitatrichtlijn - 
Vrucht - 
Vruchtbeginsel - 
Ovarium - 
Vruchtblad - 
Carpel

## W
Waaier - 
Waterplant - 
Hydrofyt - 
Winterhard - 
Westhoff, Victor - 
Wortel - 
Wortelhaar - 
Wortelmutsje

## X
Xyleem

## Z
Zaad - 
Zaadhuid - 
Zaadcel - 
Spermatozoide - 
Zaadknop - 
Integument - 
Zaadbeginsel - 
Zaadlijst - 
Navelstreng - 
Zaadlob - 
Cotyl - 
Zaadplanten - 
Zeefvat - 
Zeewier - 
Zijnerf - 
Zijwortel - 
Zygote